# Nizami (metropolitana di Baku)
Nizami è una stazione della Linea 2 della Metropolitana di Baku.
È stata inaugurata il 31 dicembre 1976.